# Нережу
Нережу (рум. Nereju) — село у повіті Вранча в Румунії. Входить до складу комуни Нережу.
Село розташоване на відстані 150 км на північ від Бухареста, 36 км на захід від Фокшан, 107 км на захід від Галаца, 86 км на схід від Брашова.

## Населення
За даними перепису населення 2002 року у селі проживали 1320 осіб, усі — румуни. Усі жителі села рідною мовою назвали румунську.